# Єронім Островерха
Єронім Островерха (хресне ім'я Іван; 20 квітня 1835, Бучач — 28 серпня 1903, Михайлівка) — український церковний діяч, греко-католицький священник, василіянин, педагог, довголітній професор Бучацької василіянської гімназії, ігумен Бучацького монастиря (1879–1893).

## Життєпис
Народився 20 квітня 1835 року в Бучачі.
У 1855 році вступив на новіціят до Василіянського Чину в Добромильський монастир. У 1857 році був учителем у головній школі при Бучацькому монастирі. 20 вересня 1857 року в Бучачі склав вічні обіти. Упродовж 1858–1861 років навчався у Віденській греко-католицькій духовній семінарії і Віденському університеті. Висвячений на священника в липні 1861 року.
З 1862 до 1879 року був професором у Бучацькій василіянській гімназії, а в 1879–1893 роках — ігуменом Бучацького монастиря. У 1891 році брав участь у Львівському синоді. 26 жовтня 1893 року вступив до Добромильського Свято-Онуфріївського монастиря, в якому вже від 1882 року тривала реформа василіянського монашого життя. 12 серпня 1894 року відновив вічні обіти у реформованому Василіянському Чині. 1895–1897 роки — викладач математики і фізики для василіянських студентів філософії в Лаврові, потім вікарій і прокуратор монастиря святого Онуфрія у Львові (1898—1899) та провінційний радник за протоігумена Міхала Мицєльського ТІ. У 1900–1901 роках був сотрудником парафії при монастирі Пресвятої Тройці в Дрогобичі, а в 1901–1903 роках вікарієм монастиря у Краснопущі.
У 1903 році переїхав до монастиря у селі Михайлівка (нині Чортківський район Тернопільської області), де помер 28 серпня 1903 року.